# The Rose That Grew from Concrete
The Rose that Grew from Concrete је албум заснован на поезији Тупак Шакура, објављен 17. октобра 2000.  године. На албуму се појављује велики број познатих личности који читају Тупакову поезију и текстове. 